# 光と影 (Fayrayのアルバム)
『光と影』（ひかりとかげ）は、2006年1月25日にリリースされたFayrayの6thアルバム。発売元はR and C。

## 収録曲・収録内容
- 作詞・作曲
  - Fayray（特記以外）
  - 小椋佳（#10）
- 作曲：Fayray、Marc Ribot、Dougie Bowne（#4、#8）

1. Home（4:52）
2. Pain（4:18）
3. Close your eyes（4:55）
4. Nostalgia（4:47）
5. 光と影（4:17）
6. 波（5:39）
7. Spotlight（4:59）
8. Shame（3:46）
9. Angel（5:49）
10. 愛燦燦（5:11）

### DVD（初回盤）
- 光と影 New York Sessions
- Spotlight Music Video

## タイアップ
| 楽曲      | タイアップ                                            |
| --------- | ----------------------------------------------------- |
| Spotlight | 関西テレビ・フジテレビ系ドラマ『鬼嫁日記』挿入歌      |
| Nostalgia | MBS・TBS系「あなた説明できますか?」エンディングテーマ |